# كتاب موسى
كتاب موسى هو كتاب طبعته كنيسة عيسى المسيح لقديسي الأيام الأخيرة يعتبره المورمون ترجمة لكتابات موسى. حسب أتباع الكنيسة أمر الله جوزيف سميث أن يترجم الكتاب المقدس من جديد من أجل أن يستعيد أقساما محذوفة ويصحح أخطاء في الترجمة. وكان كتاب موسى من نتائج ترجمة جوزيف سميث للكتاب المقدس.